# Perasia helvina
Perasia helvina är en fjärilsart som beskrevs av Achille Guenée 1852. Perasia helvina ingår i släktet Perasia och familjen nattflyn. Inga underarter finns listade i Catalogue of Life.